# 中津川市立阿木高等学校
中津川市立阿木高等学校（なかつがわしりつ あぎこうとうがっこう）は、岐阜県中津川市にある県内唯一の昼間定時制公立高校。

## 学校概要
- 創立 1949年（昭和24年）[1]
- 学科 
  - 定時制 生産科学科[1]
  - 定時制 総合生活科[1]
- 所在地 中津川市阿木119[1]

## 沿革
- 1949年（昭和24年） - 阿木村立阿木高等学校として設立[1]
- 1957年（昭和32年） - 設立母体の阿木村が中津川市に編入される。

## 部活動
| - 運動系部活動 - バスケットボール部 - バレーボール部 - テニス部 - 陸上競技部 - 剣道部 - 卓球部 - サッカー部（休部） - バドミントン部 | - 文化系部活動 - 手芸部 - 図書部 - 園芸部 - 美術部 - 伝統舞踊部 - 地域活動部 |

## アクセス
- JR中央本線 恵那駅から明知鉄道にて約20分で阿木駅下車徒歩約6分[1]